# ジョイス・バンダ
ジョイス・ヒルダ・バンダ（英語: Joyce Hilda Banda、1950年4月12日 - ）は、マラウイの政治家。2009年5月より同国初の女性副大統領を務め、2012年4月にビング・ワ・ムタリカ大統領の死去に伴い大統領に昇格。同国初の女性元首となった。

## 経歴
1950年4月12日にゾンバ県のマレミア村（Malemia village）に生まれた。ゾンバおよびマロサ選挙区選出の国民議会議員であり、女性青年地域社会サービス省大臣や、ビング・ワ・ムタリカ大統領の下で2006年6月1日から外務大臣を務めた後、2009年5月に副大統領となった。
一方、マラウイビジネス女性協会（National Association of Business Women：NABW）の設立者であり、1997年にはモザンビークのジョアキン・アルベルト・シサノ大統領と共同で、ニューヨークに本部を置くNGOのハンガープロジェクトから、持続可能な飢餓撲滅のためのアフリカ賞（Africa Prize for the Sustainable End of Hunger）を受賞したほか、ジョイス・バンダ財団（Joyce Banda Foundation）の設立者としても知られ、ブランタイヤのChimwankhunda地域を中心とした孤児の支援や、初等および中等教育への普及に力を注いでいる。

### 副大統領、大統領へ
2009年度のマラウイ総選挙においてバンダは、大統領候補のムタリカとともに民主進歩党 (DPP) から副大統領候補として出馬し、当選した。しかしムタリカとは対立するようになり、2010年に民主進歩党より追放されている。2012年4月5日にムタリカが心臓発作で死去したため、憲法上の規定により4月7日に大統領に昇格した。
2014年5月31日に大統領を退任した。
2017年7月31日、マラウイ警察当局は2013年に発覚した国庫金の大規模横領事件に絡み、バンダの逮捕状を取った。現在はアメリカに滞在しているとされており、広報担当者を通じて疑惑への関与を否定している。

## 人物
2013年、日本の横浜市で開かれた第5回アフリカ開発会議で、国連人口基金が主催したイベント、「妊産婦の健康に対する投資の効果」において、自身が出産した際に、出血多量で命を落としかけた体験を明かし、少女への教育投資、女性の政治参加や、コミュニティーの長老など男性が、この問題に関心を深める必要があると提案した。